# Daniel Hallé
Pour les articles homonymes, voir Hallé.
Daniel Hallé (27 septembre 1614 à Rouen - 14 juillet 1675 à Paris) est un peintre français connu pour ses scènes bibliques, père de Claude Guy Hallé, grand-père de Noël Hallé, peintres également.

## Biographie
Daniel Hallé a fait ses études de peintre à Rouen où il est entré apprenti chez un oncle, le 4 novembre 1631, pour cinq ans, puis fut reçu maître-peintre dans la confrérie de Saint-Maur. La guerre déclarée à l'Espagne par Richelieu, en 1635, qui imposa aux Rouennais un effort financier particulier, ainsi que le piétinement et les ravages de la Guerre de Trente Ans, peu favorables aux commandes artistiques, peuvent expliquer le départ de Daniel Hallé vers Paris. Sa présence y est attestée en 1646, rue de Buci, dans la maison dite « du grand Turc » ou il se maria et eut une nombreuse descendance (15 enfants, qui moururent pour la plupart en bas âge).

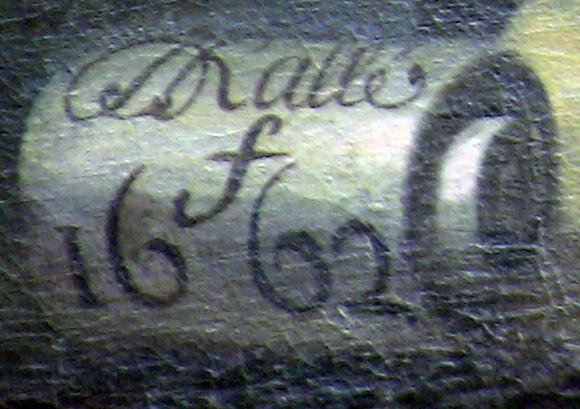
Signature de Daniel Hallé.

On sait peu de choses de son activité artistique jusqu'en 1658, date à laquelle Charles Le Brun, premier peintre du Roi et futur directeur de l'Académie Royale, fit appel à lui pour l'assister dans la décoration d'un hôtel particulier, quai Malaquais, à Paris. C'est le début d'une certaine notoriété. En 1660, il travaille à la décoration peinte d'un Arc de triomphe érigé sur la place Dauphine, pour le mariage de Louis XIV. Mais la consécration arrive en 1661, par la commande d'un may pour la Cathédrale Notre-Dame de Paris en 1662. Il peindra à cette occasion Le Martyre de Saint Jean à la porte latine. À cette date, les commandes d'église semblent se multiplier : pour les Bénédictins de l'Abbaye de Saint-Wandrille de Fontenelle, puis pour l'Abbaye de Saint-Germain-des-Prés. On ne connait rien de la production artistique des quatre dernières années de sa vie.

## Le style

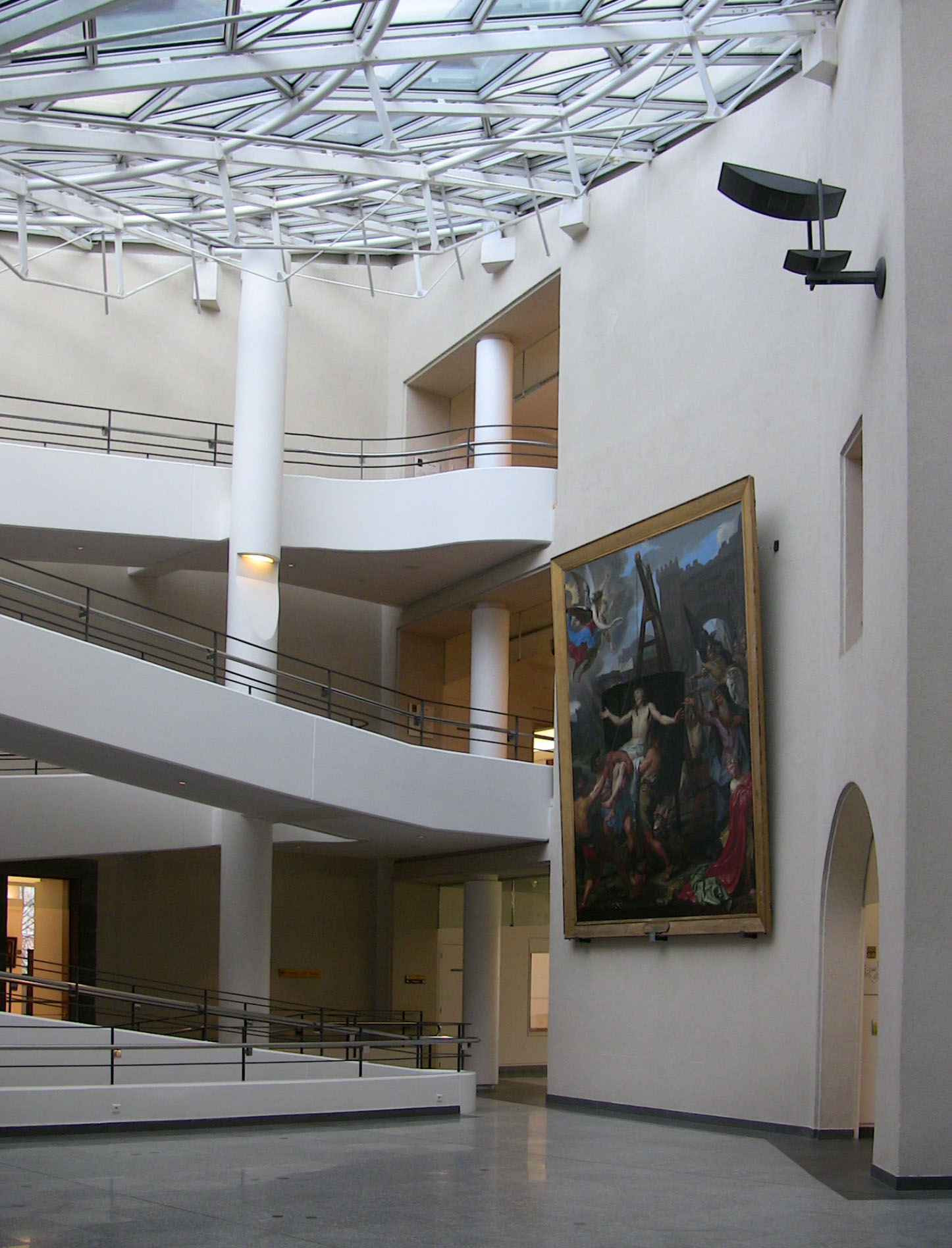
Le martyre de Saint Jean à la porte latine exposé dans l'atrium du Musée d'art Roger-Quilliot à Clermont-Ferrand.

En France, au XVIIe siècle, le développement de l'emprise royale sur les arts a occulté les formes atypiques. Comme le dit Claude Lebedel, l'identité d'un art français s'est construit sur le rejet des influences étrangères. L'œuvre de Daniel Hallé a sans doute pâti de ce rejet : il ne fut pas de l'Académie royale de peinture et de sculpture qui assurait le contrôle de l'état et le triomphe du classicisme.
Son style, remarque Nicole Willk-Brocard, est empreint d'un maniérisme tardif qui s'exprime par la fraîcheur de ses couleurs, par un goût de l'exotisme et du raffinement, par l'allongement des mains et les torsions corporelles des personnages représentés. Mais ce qui frappe d'abord dans ses compositions, c'est la multiplicité des plis : plis des vêtements, lourde robe de bure, velours, étoffes légères des anges, qui se mêlent aux plis des nuages et aux bouclettes des chevelures, comme dans Le Christ et la vierge apparaissant à Saint François. Les différents personnages du Saint Roch, de La nativité ou du Saint François, semblent enveloppés dans les plis mêlés des étoffes qui s'autonomisent et débordent les corps. Comme le montre Gilles Deleuze, si, dans l'art baroque, les plis des vêtements s'autonomisent, ce n'est pas par simple souci de décoration, « c'est pour exprimer l'intensité d'une force spirituelle qui s'exprime sur le corps, soit pour le renverser, soit pour le redresser et l'élever. » Le pli est un des éléments caractéristiques de l'œuvre de Daniel Hallé et est, dit Gilles Deleuze, la « fonction opératoire » du baroque. Une autre caractéristique du monde baroque est qu'il est un « monde comme pyramide ou cône, qui relie sa large base matérielle, perdue dans les vapeurs, à une pointe, source lumineuse ou point de vue. » C'est ce schéma qui est à l'œuvre dans L'annonciation : base matérielle et réaliste de fil à coudre et d'étoffe, dont la largeur est renforcé par la vue da sotto in sù en légère contre-plongée, qui tend vers la pointe d'un cône de lumière spirituelle.
Quand Daniel Hallé emprunte à Charles Le Brun le sujet du Martyre de Saint Jean à la porte latine c'est plutôt pour emporter cet iconologie classique dans un monde baroque de plis, s'éloignant ainsi de l'équilibre à la française prôné par l'Académie, du classicisme qui impose ordre et solennité.

## Liste des peintures
| Tableau | Titre                                                                          | Date           | Dimensions   | Notes                                                                                        | Lieu de conservation                              | N° de Catalogue raisonné (Willk-Brocard, 1995) |
| ------- | ------------------------------------------------------------------------------ | -------------- | ------------ | -------------------------------------------------------------------------------------------- | ------------------------------------------------- | ---------------------------------------------- |
|         | L'Annonciation                                                                 | 1659           | 282 x 205 cm | Commande de Jean III de Choisy, chancelier du duc d'Orléans.                                 | Paris, église Notre-Dame de Bercy                 | D2                                             |
|         | Le martyre de saint Jean à la Porte Latine                                     | 1662           | 412 x 383 cm | May de Notre-Dame de l'année 1662.                                                           | Clermont-Ferrand, musée d'art Roger-Quilliot      | D4                                             |
|         | Apparition de la Vierge et de l'enfant Jésus à saint François et saint Antoine | 1663           | 330 x 181 cm |                                                                                              | Saint-Henri (Québec), église Saint-Henri          | D5                                             |
|         | La multiplication des pains                                                    | 1664           | 580 x 396 cm | Peint pour le réfectoire de Saint-Ouen de Rouen.                                             | Rouen, église Saint-Ouen                          | D7                                             |
|         | Saint Benoît recevant le viatique                                              | vers 1660-1665 | 247 x 151 cm | Peint pour le retable de la chapelle Saint-Benoît dans l'église abbatiale de Saint-Wandrille | Rouen, église Saint-Ouen                          | D9                                             |
|         | L'aumône faite par la Vierge encore enfant                                     | vers 1660      | 190 x 124 cm | Peint pour le retable de la chapelle Sainte-Anne dans l'église abbatiale de Saint-Wandrille  | Collection particulière                           | D10                                            |
|         | La vision de saint Benoît                                                      | 1664           | 160 x 113 cm |                                                                                              | Saint-Wandrille-Rançon, abbaye de Saint-Wandrille | D11                                            |
|         | Saint Roch secouru et pansé par les anges                                      | 1669           | 204 x 134 cm |                                                                                              | Versailles, église Saint-Symphorien               | D16                                            |
|         | La Nativité                                                                    | 1669           | 246 x 175 cm | Peint pour la contretable du maître-autel de l'église Saint-Michel de Rouen.                 | Rouen, musée des Beaux-Arts                       | D17                                            |
|         | Le martyre de saint Symphorien                                                 | 1671           | 225 x 168 cm | Peint pour l'autel de la chapelle Saint-Symphorien, dans l'église de Saint-Germain-des-Prés. | Saint-Flour, cathédrale Saint-Pierre              | D19                                            |
|         | Le Christ et la Vierge apparaissant à saint François agonisant                 | 1671           | 224 x 182    |                                                                                              | Huriel, église Notre-Dame                         | D20 bis                                        |
|         | La déploration sur le Christ mort                                              | vers 1670-1675 | 36 x 47 cm   |                                                                                              | Tournus, musée Greuze                             | D21                                            |

Autres tableaux :
- La Vierge enceinte adorée par les anges, Église paroissiale Saint-Pierre, Saint-Pierre-lès-Nemours 140 H ; 110 L.
- Le Christ au tombeau, Musée Greuze, Hôtel-Dieu, Tournus, attribué à Daniel Hallé. 55,5 H ; 64 L, avec cadre[6].
- Assomption de la Vierge, musée des beaux-arts (Rennes), attribution incertaine[7].

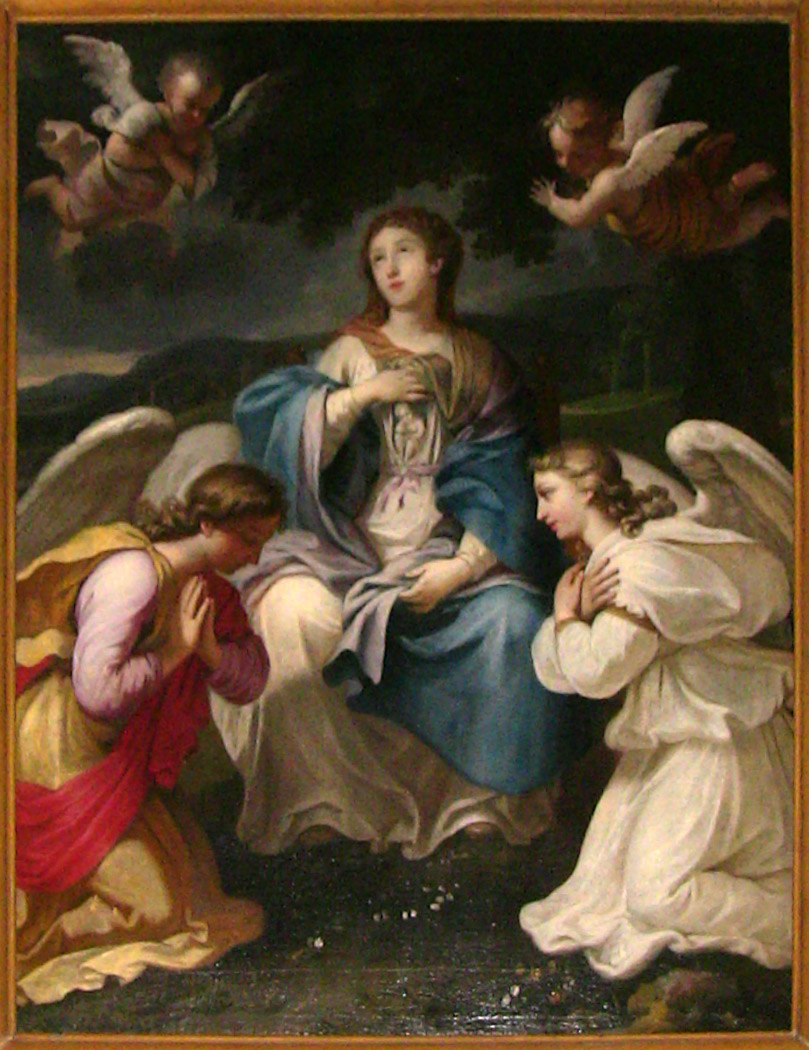
La Vierge enceinte.
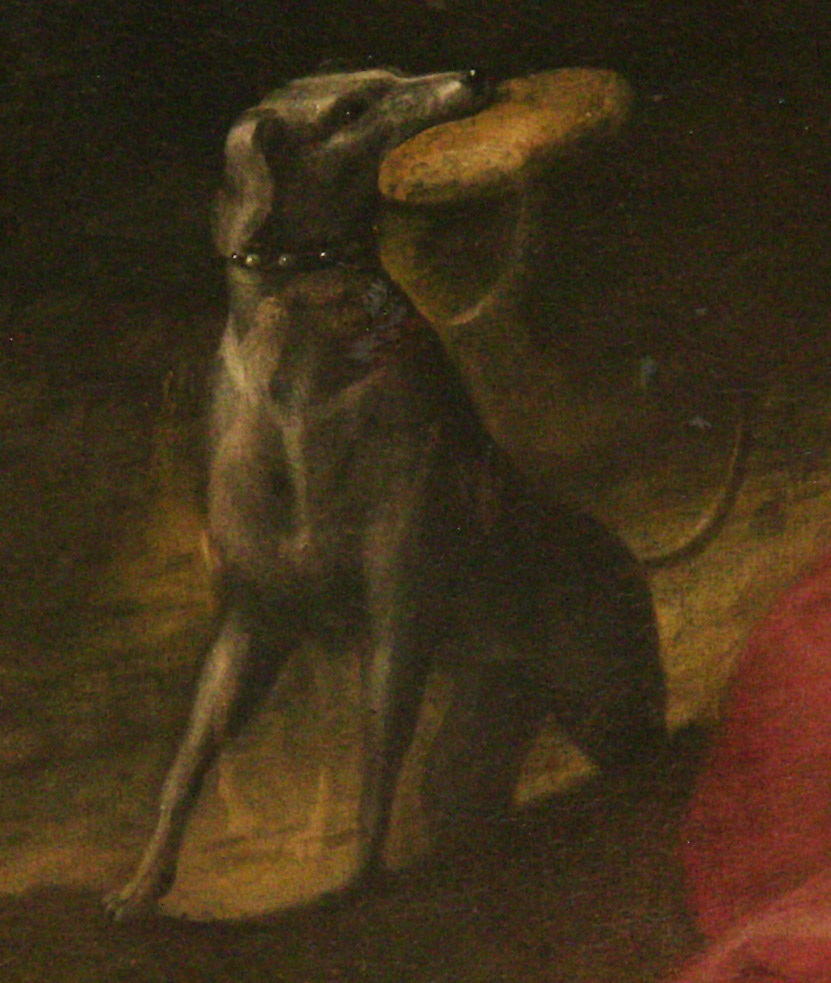
Saint Roch, 1669 (détail).
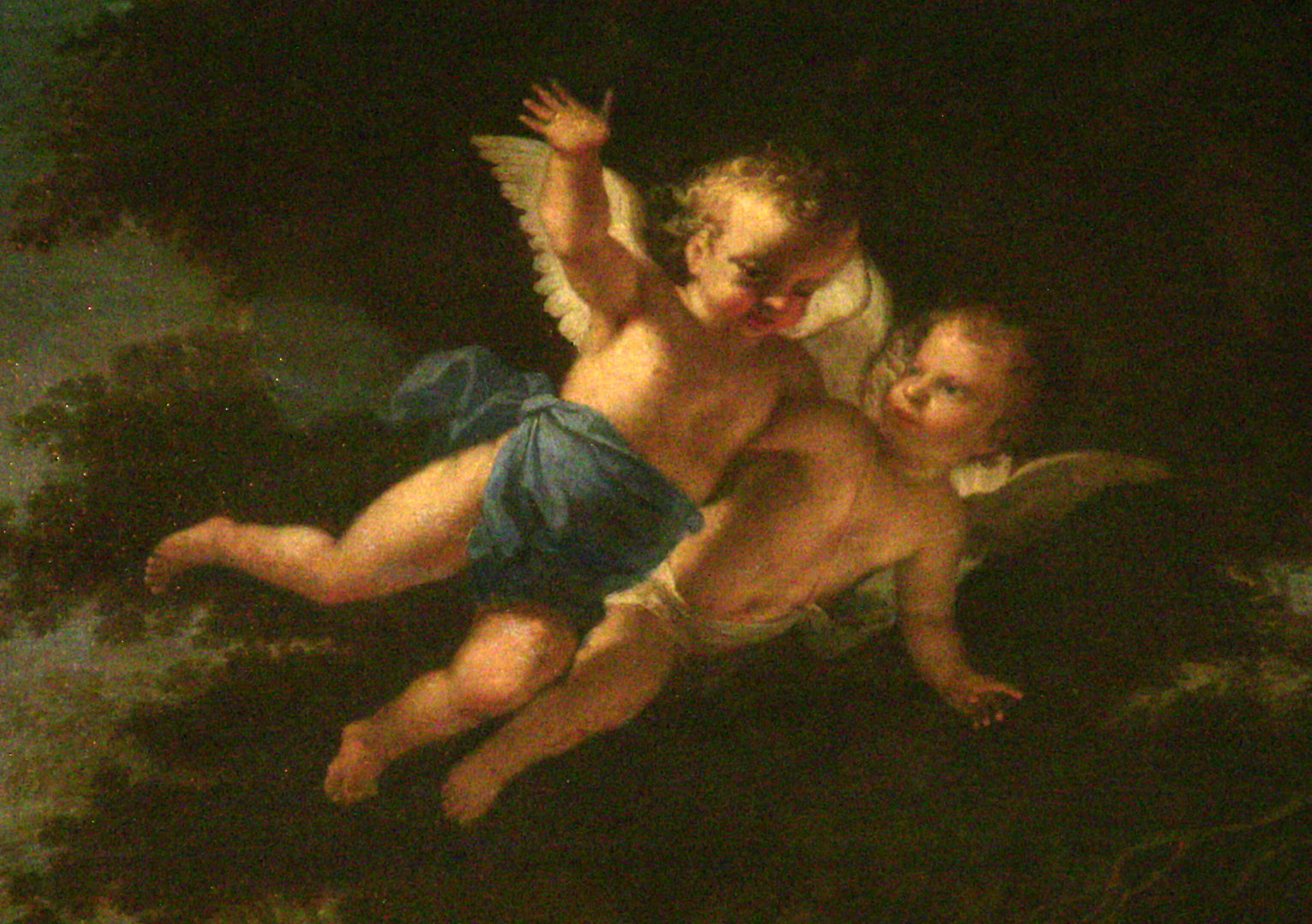
Saint Roch, 1669 (détail).